# ウンタープライヒフェルト
ウンタープライヒフェルト (ドイツ語: Unterpleichfeld) はドイツ連邦共和国バイエルン州ウンターフランケン地方のヴュルツブルク郡の町村（以下、本項では便宜上「町」と記述する）である。

## 地理
この町はヴュルツブルクの北12kmに位置している。

### 自治体の構成
この町は、公式には6つの地区 (Ort) からなる。
- ブルクグルムバッハ
- ヒルパーツハウゼン
- ルプレヒツハウゼン
- ウンタープライヒフェルト

## 歴史
ウンタープライヒフェルトはヴュルツブルク司教領の一部として1803年にまずバイエルン大公領に世俗化された。その後プレスブルクの和約（1805年）に基づいてトスカーナ大公フェルディナンド3世が創設したヴュルツブルク大公国に移されたが、1814年にバイエルン王国領となった。

### 人口推移
- 1970年 1,999人
- 1987年 2,376人
- 2000年 2,741人

## 行政
町長は2014年5月1日からアロイス・フィッシャー (UWG) が務めている。

## 文化
伝統的なクラウトフェスト（キャベツ祭）が州境を超えて開催される。そのクライマックスはウンタープライヒフェルト音楽サークルのシンフォニック・ブラスオーケストラ演奏会である。

## 経済と社会資本
ウンタープライヒフェルトは3つのザウアークラウト工場で知られていた。現在はそのうち1社だけが残っている。

### 交通
この町は連邦道B19号線の新設工事で重要度を増している。この道路を通ることにより、他の町を経由することなくヴュルツブルクに行くことができ、そこでアウトバーンA7号線に接続する。
ウンタープライヒフェルトは、バス路線44系統（ヴュルツブルク - オイアーフェルト）および46系統（ヴュルツブルク - リーデンおよびオプファーバウム）沿線に位置している。

### 教育
- 国民学校 1校

## 引用
1. ↑  https://www.statistikdaten.bayern.de/genesis/online?operation=result&code=12411-003r&leerzeilen=false&language=de Genesis-Online-Datenbank des Bayerischen Landesamtes für Statistik Tabelle 12411-003r Fortschreibung des Bevölkerungsstandes: Gemeinden, Stichtag (Einwohnerzahlen auf Grundlage des Zensus 2011)
2. ↑  Bayerische Landesbibliothek Online